# Šubrtka (Nebušice)
Šubrtka je bývalá usedlost v Praze 6-Nebušicích v severovýchodní části obce ve stráni v lese v ulici K Vinicím.

## Historie
Usedlost byla postavena na konci 18. století. Nějaký čas v ní bydlel vysloužilý voják, který v ní krátce učil nebušické děti. Jako škola sloužila původně také nedaleká usedlost Šedivka.